# Josef Klíma (Rechtswissenschaftler)
Josef Klíma (* 16. November 1909 in Wien; † 30. November 1989 in Prag) war ein tschechischer Rechtshistoriker und Assyriologe, der sich besonders mit der Erforschung der Keilschriftrechte beschäftigte.

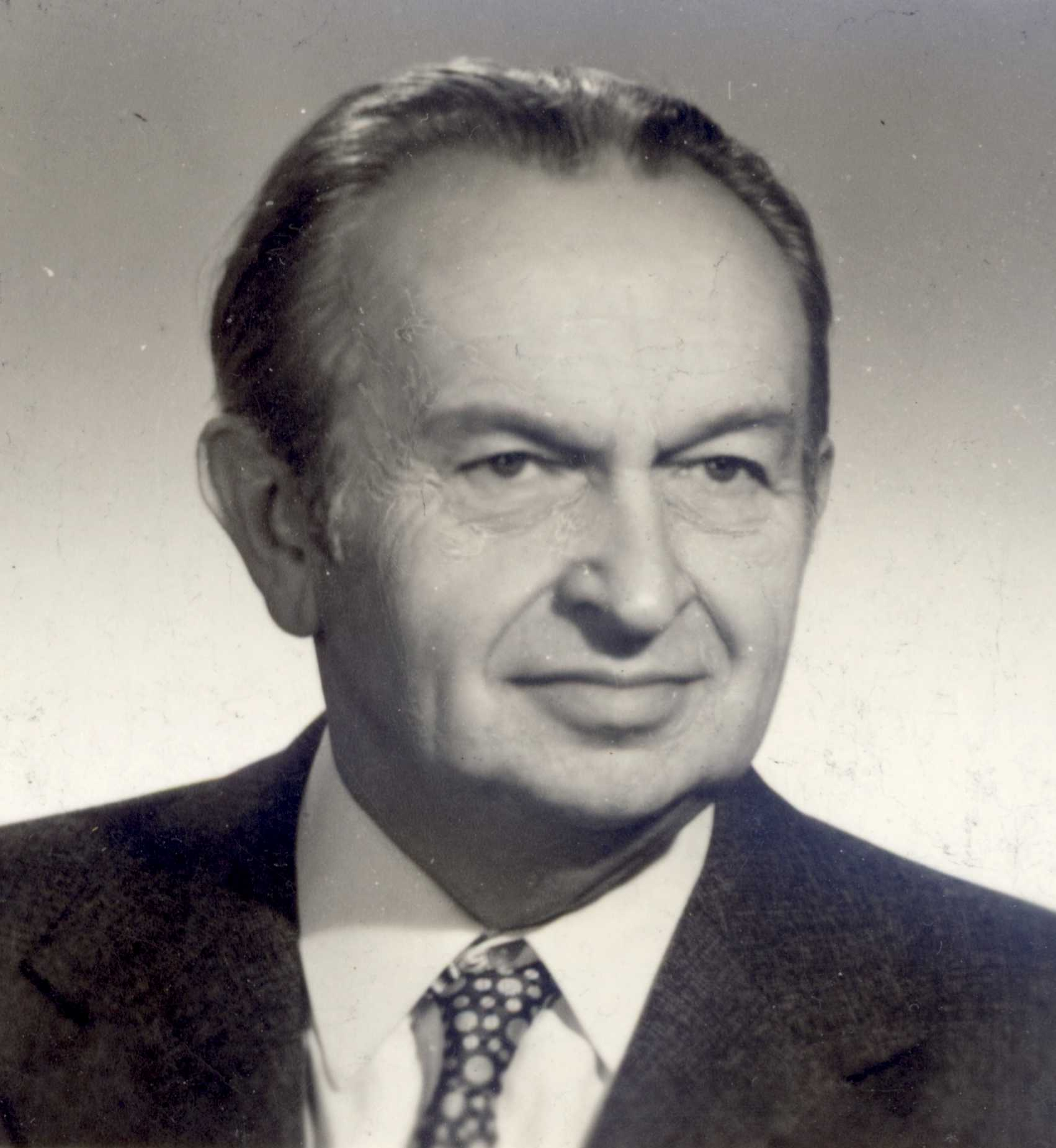
Josef Klíma (1960)

## Leben
Klíma wurde in Wien geboren, wo sein Vater eine wichtige Position im Handelsministerium innehatte und besuchte dort eine tschechische Privatschule.
Nach Ende des Ersten Weltkrieges zog seine Familie nach Prag. An der dortigen Karls-Universität studierte er von 1928 bis 1932 vor allem bei Bedřich Hrozný, der eng mit dem zu dieser Zeit an der Karl-Ferdinands-Universität lehrenden Mariano San Nicolò, der auf den zuvor von Paul Koschaker bekleideten Lehrstuhl berufen wurde, zusammenarbeitete. Bis zum Beginn des Zweiten Weltkrieges studierte er außerdem klassische Philologie und Alte Geschichte mit Forschungsaufenthalten in Deutschland, Frankreich und Italien.
Ab 1935 arbeitete er als Jurist. Seine schon deutlich früher abgeschlossene Dissertation über altbabylonisches Erbrecht wurde erst 1947 angenommen. Auch nach dem Krieg hatte er teils mit erheblichen politischen Einschränkungen zu kämpfen.

## Schriften
- Untersuchungen zum altbabylonischen Erbrecht. In: Monographien des Archiv orientální. Band 8. Prag, 1940.
- Zur Entziehung des Erbrechtes im altbabylonischen Recht. In: Festschrift Paul Koschaker. Band 3. Weimar 1939, S. 80–93.
- Einige Bemerkungen zur Bedeutung der „nicht-juristischen“ Bestandteile der altbabylonischen Gesetzeswerke. In: Journal of Juristic Papyrology. 5, 1951, S. 161–186.